# Émile Pladner

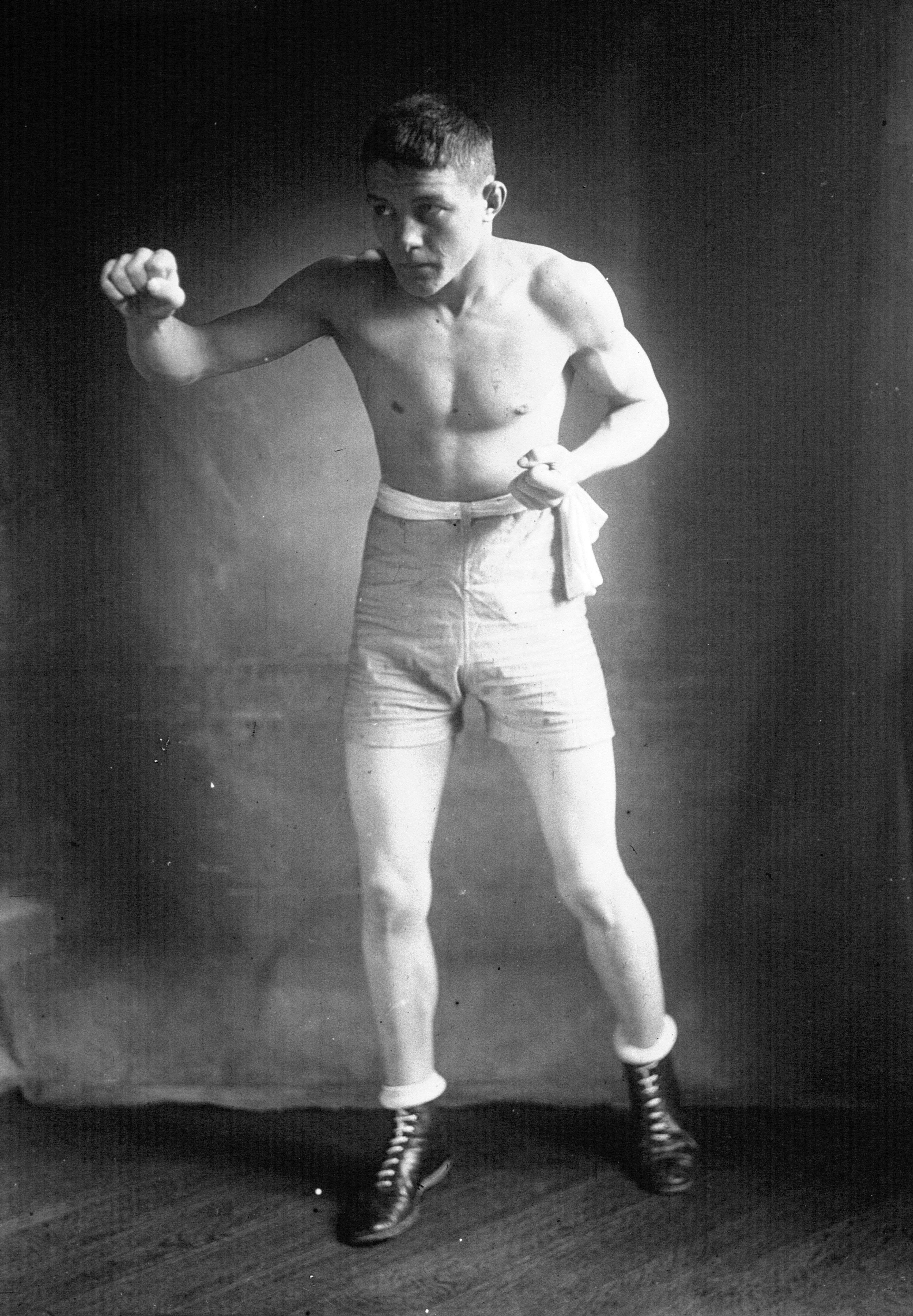
Émile Pladner

Émile Pladner (* 2. September 1906 in Clermont-Ferrand, Frankreich; † 15. März 1980) war ein französischer Boxer im Fliegengewicht.

## Profikarriere
Im Jahre 1926 begann er erfolgreich seine Profikarriere. Am 2. März 1929 boxte er gegen Frankie Genaro um die NBA-Weltmeisterschaft und gewann durch klassischen Knockout in Runde 1. Diesen Gürtel verlor er allerdings bereits in seiner ersten Titelverteidigung im April desselben Jahres an Genaro im direkten Rückkampf durch Disqualifikation in Runde 5.
Im Jahre 1936 beendete er seine Karriere.